# Barneveld
Barneveld (baix alemany Barreveld ) és un municipi de la província de Gelderland, al centre-oest dels Països Baixos. L'1 de gener del 2021 tenia 59.992 habitants repartits sobre una superfície de 176,74 km² (dels quals 0,73 km² corresponen a aigua). Limita al nord-oest amb Nijkerk i Amersfoort, al nord amb Putten, al nord-est amb Ermelo, a l'oest amb Leusden, a l'est amb Apeldoorn, al sud-oest amb Scherpenzeel i al sud amb Ede.

## Centres de població

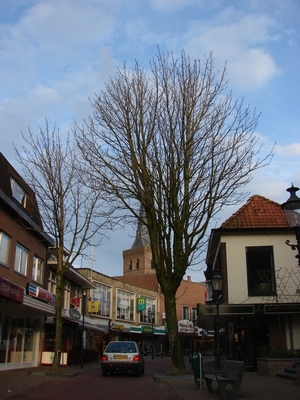
Centre de Barneveld

| Nom             | Nucli  | Voltants |
| --------------- | ------ | -------- |
| Barneveld       | 23.960 | 28.640   |
| Voorthuizen     | 8.110  | 9.710    |
| Kootwijkerbroek | 1.810  | 4.870    |
| Garderen        | 1.470  | 2.060    |
| Zwartebroek     | 800    | 1.260    |
| Terschuur       | 750    | 1.480    |
| Stroe           | 720    | 1.500    |
| De Glind        | 350    | 630      |
| Kootwijk        | 130    | 280      |
| Font: CBS       |        |          |

## Administració
Des del 9 de febrer del 2023, l'alcalde del municipi és Jacco van der Tak del Crida Demòcrata Cristiana. Els 33 membres del consistori municipal són, des del 2022:
| Partit                        | Escons |
| ----------------------------- | ------ |
| Partit Polític Reformat (SGP) | 10     |
| Lokaal Belang                 | 7      |
| ChristenUnie                  | 5      |
| Pro'98                        | 4      |
| CDA                           | 4      |
| VVD                           | 2      |
| Burger Initiatief             | 1      |
| Font:                         |        |